# 2 Reyes 10
2 Reyes 10 es el décimo capítulo de la segunda parte de los Libros de los Reyes de la Biblia hebrea o Segundo Libro de los Reyes del Antiguo Testamento de la  Biblia cristiana El libro es una compilación de varios anales que registran los actos de los reyes de Israel y Judá por un compilador deuteronómico en el siglo VII a. C. con un suplemento añadido en el siglo VI a. C. Este capítulo registra las masacres de Jehú contra los hijos de Ajab, los parientes de Ocozías el rey de Judá y los adoradores de Baal vinculados a Jezabel. La narración forma parte de una sección mayor 2 Reyes 9:1-2 Reyes 15:12 que abarca el período de la dinastía de Jehú.

## Texto
Este capítulo fue escrito originalmente en lengua hebrea y desde el siglo XVI se divide en 36 Versículos.

### Testigos textuales
Algunos de los primeros manuscritos que contienen el texto de este capítulo en hebreo pertenecen a la tradición del Texto Masorético, que incluye el Códice de El Cairo (895), el Códice de Alepo (siglo X) y el Códice Leningradensis (1008). Un fragmento que contiene una parte de este capítulo en hebreo se encontró entre los Rollos del mar Muerto, es decir, 6Q4 (6QpapKgs; 150-75 a. C.) con el Versículo 32 existente.
También existe una traducción al griego koiné conocida como Septuaginta, realizada en los últimos siglos a. C.. Los manuscritos antiguos existentes de la versión Septuaginta incluyen el Codex Vaticanus ('B; {\displaystyle {\mathfrak {G}}}B; siglo IV) y el Codex Alexandrinus (A; {\displaystyle {\mathfrak {G}}}A; siglo V).

## Análisis
Este capítulo y el anterior contienen la narración del derrocamiento por Jehú de la dinastía Omride y la destrucción del culto a Baal en Israel, reabriendo la batalla contra la apostasía iniciada por Elías (1 Reyes 18). Tras su unción, Jehú ejecutó una revolución total en Israel y Judá, matando a los reyes reinantes (y a sus familiares) de ambos reinos. La narración puede dividirse en dos secciones paralelas, la primera sobre el asesinato de los líderes (incluida Jezabel, la reina madre de Israel) y la segunda sobre el asesinato de sus parientes (incluidos los adoradores de Baal como «parientes» de Jezabel), terminando con un resumen del reinado de Jehú y las consecuencias de su acción en relación con su fidelidad a YHWH. La estructura puede ser la siguiente:
A Jehú es ungido rey (9:1-15)
B Jehú mata al rey Joram en las afueras de Jezreel (9:16-26)
C Jehú mata al rey Ocozías en Bet-haggan (9:27-29)
D Jehú mata a Jezabel en Jezreel (9:30-37)
B' Jehú masacra la casa de Ajab en Jezreel (10:1-11)
C' Jehú masacra a los parientes del rey Ocozías en Bet-eced (10:12-14)
D' Jehú masacra a los adoradores de Baal y destruye la casa de Baal en Samaria (10:15-28)
A' Resumen del reinado de Jehú (10:29-36)

## Jehu masacra la casa de Ajab (10:1-11)
La erradicación de toda la casa reinante después de un golpe de Estado era común en el antiguo Cercano Oriente, porque minimizaba la amenaza de venganzas de sangre y reclamaciones al trono. Como la casa real de Omri está en Samaria (1 Reyes 16:24), Jehú escribió a los samaritanos para que 'eligieran entre la lealtad a la dinastía anterior y la deserción a él, el asesino de su rey' (Versículos 1-5). Los samaritanos, al igual que los jezreelitas, optaron por seguir a Jehú y llevaron a Jezreel las cabezas de los 70 omrides decapitados (Versículos 6-7). Jehú asumió la responsabilidad del asesinato del rey, pero no de la matanza de la familia real. Parece que Jehú fue el instrumento de Dios para cumplir la profecía pronunciada a través del profeta Elías (versículo 10), pero la forma en que ejecutó el golpe fue censurable, porque unos 100 años después el profeta Oseas afirma que Dios 'castigará a la casa de Jehú por la sangre de Jezreel' (Hosea 1:4). 

### Versículos 1
Acab tenía setenta hijos en Samaria. Y Jehú escribió y envió cartas a Samaria, a los gobernantes de Jezreel, a los ancianos y a los que criaban a los hijos de Acab, diciendo:
- «Jezreel»: como en el Texto Masorético, versiones siríacas y Targum. La Septuaginta griega tiene «Samaria», mientras que la Vulgata latina tiene «ciudad».[17]

La correspondencia sobre el destino de los hijos de Ajab recuerda la correspondencia de Ajab y Jezabel con los nobles de Jezreel sobre el destino de Nabot (1 Reyes 21:8-10).

### Versículo 10
«Sepan ahora que nada caerá a tierra de la palabra del Señor que el Señor habló acerca de la casa de Acab; porque el Señor ha hecho lo que habló por medio de su siervo Elías.»
- «Por su siervo Elías»: lit. en hebreo «por la mano de su siervo Elías».[19]

## Jehu masacra a los parientes del rey Ocozías (10:12-14)
Cuarenta y dos miembros varones de la familia real de Judea, que estaban estrechamente vinculados y emparentados con la casa real israelita (cf. 2 Reyes 3:7; 8:26, 29) cerca de Beteced (presumiblemente entre Jezreel y Samaria) e ignorantemente anunciaron 'su lealtad a los omrides, y con ello se condenaron a muerte' (Versículos 13-14)..

## Jehu masacra a los adoradores de Baal y destruye la casa de Baal (10:15-28)
En su común 'celo por Yahveh', Jehú formó alianza con Jehonadab ben Recab, presumiblemente el líder de un clan religioso nómada adorador de YHWH que se había desvinculado estrictamente de la cultura y la religión del país (cf. Jeremías 35). La noticia de que muchos omrides han sido asesinados (versículo 17) está relacionada con la plena ejecución del anuncio hecho en 2 Reyes 9:8-9. Jehú (y Jehonadab) ataca entonces la casa de Baal en Samaria, establecida desde la época de Acab (1 Reyes 16:32). Como los adoradores de Baal estaban estrechamente vinculados a la familia real de Acab, el ataque contra ellos está claramente en línea con la revolución de Jehú. Jehú reúne a todos los profetas y sacerdotes en el templo utilizando señuelos y amenazas (Versículos 18-19). El anuncio de Jehú, 'Tengo un gran sacrificio que ofrecer a Baal' (versículo 19) es 'cruelmente ambiguo, ya que inicialmente realiza los ritos del sacrificio como lo haría un rey devoto (versículo 24), sólo para ordenar el subsiguiente sacrificio humano'. Según el Versículo 21, todos los siervos de Baal en todo Israel deben ser erradicados, pero los adoradores individuales de YHWH deben ser separados primero de la masa (Versículo 22b), recordando el mismo problema en Génesis 18:17-33. Los soldados de Jehú ejecutaron la orden minuciosamente, destruyendo la cella ('la ciudadela del templo') y las matzbas dentro de ella, y luego transformando el lugar sagrado en una letrina, para permanecer así 'hasta el día de hoy' (versículos 25, 27). La victoria de Jehú supuso un giro decisivo en la historia política y religiosa de Israel.

### Versículo 27
Y derribaron la columna de Baal, y demolieron la casa de Baal, y la convirtieron en letrina hasta el día de hoy. 
- «Letrina»: de la palabra hebrea escrita (kethib) מַחֲרָאוֹת (makharaʾot), que significa «lugares para defecar» o «casas de estiércol» (con el sustantivo relacionado חֶרֶא (khereʾ)/חֲרִי (khari), «estiércol»[22]), que sólo se usa aquí en la Biblia hebrea. [23] La nota marginal tiene la lectura (Qere) מוֹצָאוֹת. (motsaʾot), «retretes», quizá una glosa eufemística.[23]

## El reinado de Jehú (10:29-36)
.
.

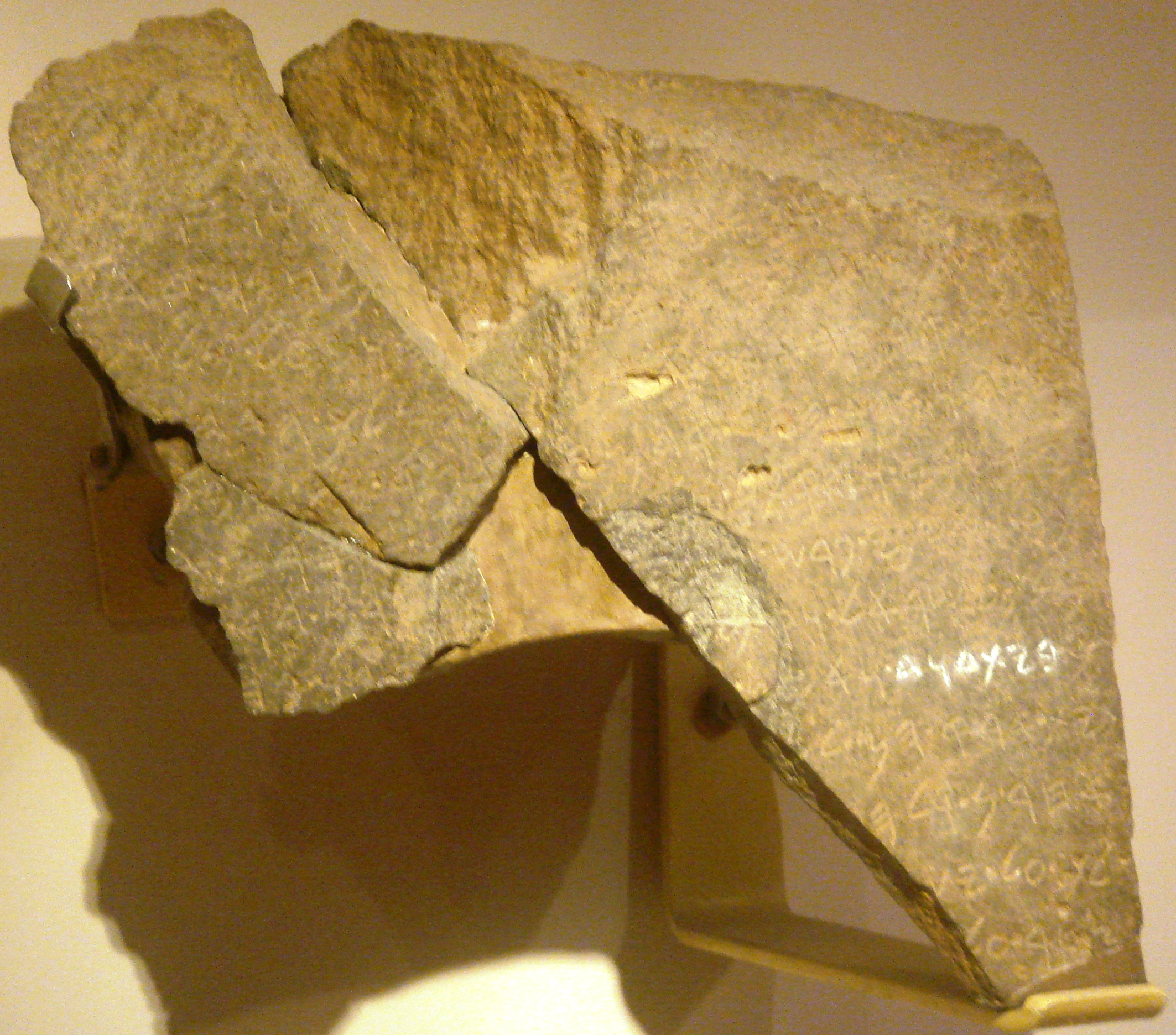
Estela de Tel Dan en el Museo de Israel. En ella se alude a Jehú. Resaltado en blanco está el texto arameo para «Casa de David».

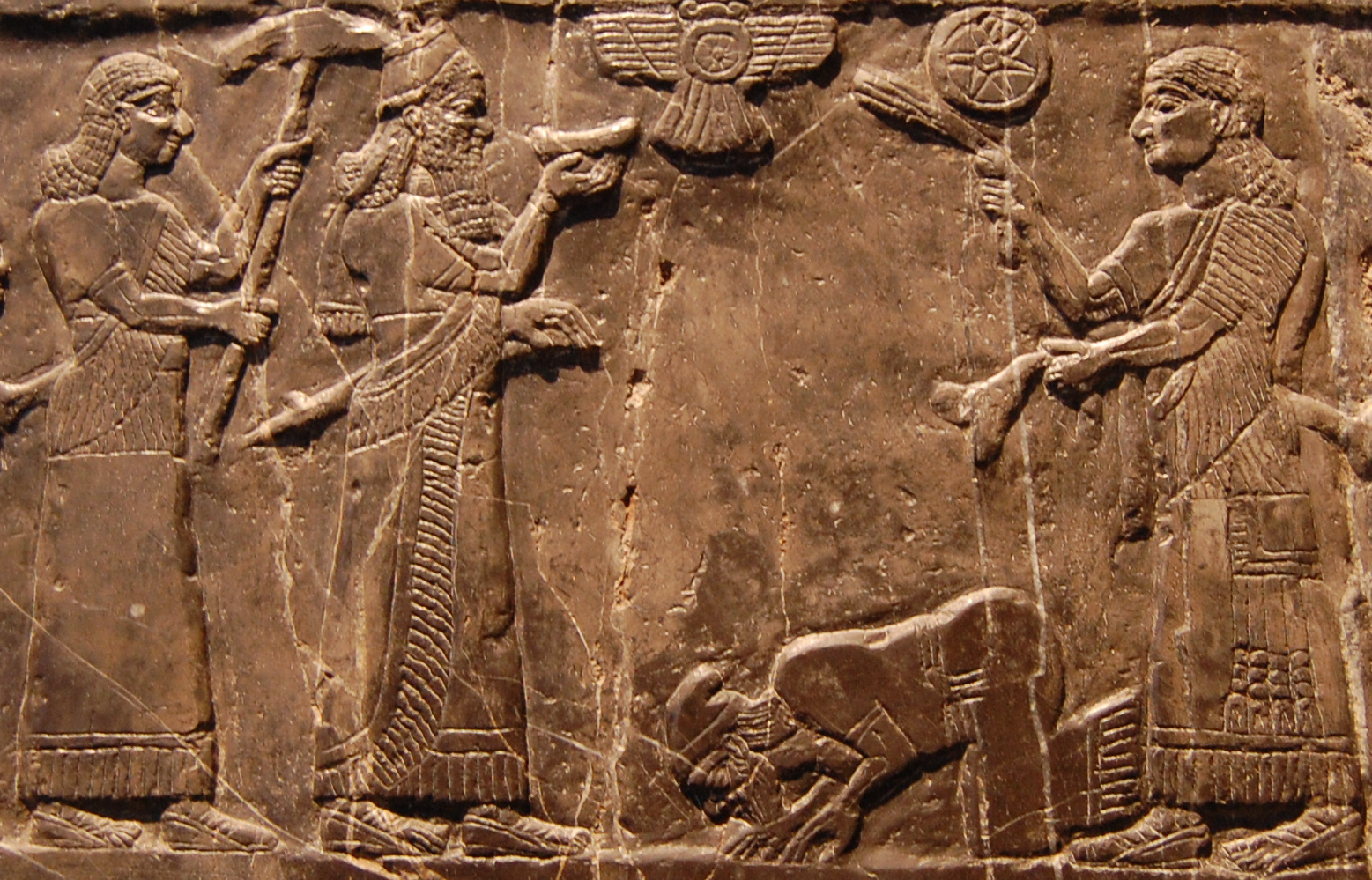
En una escena del Obelisco Negro Jehú se inclina ante Salmanasar III.

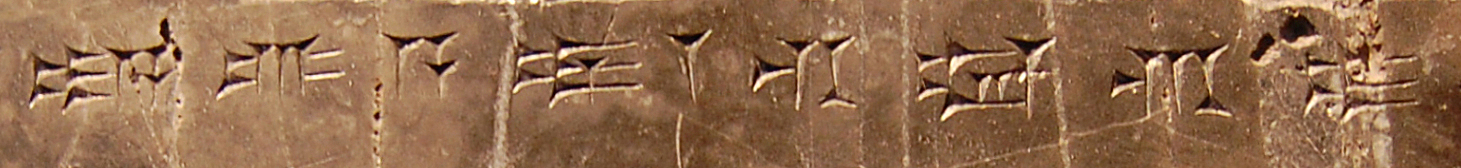
La inscripción ^{m}Ia-ú-a mar ^{m}Hu-um-ri-i (𒅀𒌑𒀀 𒈥 𒄷𒌝𒊑𒄿): «Jehú de la tierra del pueblo de Omri)"

El pasaje final de este capítulo contiene notas anales del reinado de Jehú. Jehú erradicó el culto a Baal en Israel, pero los lugares de culto a ídolos seguían en pie en Betel y Dan, por lo que recibió mala calificación, aunque su dinastía duró cuatro generaciones: no más que la de los omríes, pero más larga en años (36 años para la casa de Omri a 100 años para la casa de Jehú, de los cuales el propio Jehú gobernó durante 28 años. Sin embargo, el Versículo 32 muestra inmediatamente que no fue un tiempo particularmente bueno para Israel, ya que los arameos rápidamente pusieron a Israel bajo presión. En la Estela de Tel Dan erigida presumiblemente por Hazael el rey de Aram (Siria) en el mismo período, estaba escrito que los arameos habían obtenido amplias victorias sobre Israel y Judá, declarando explícitamente la matanza de «Joram hijo de Ajab rey de Israel y Ocozías hijo de Joram del rey de la casa de David» con una probable lectura de Jehú designado para gobernar Israel (línea 11-12).  Esto podría significar que Jehú (voluntaria o involuntariamente) fue cómplice de Hazael. Pronto llegaron los asirios para derrotar a los arameos, por lo que Jehú podría tener que pagar tributo a Salmanasar III el rey asirio, como se representa en el Obelisco negro (escrito hacia el 825 a. C., hallado en Nimrud, ahora en el Museo Británico).

### Versículo 36
Y el tiempo que Jehú reinó sobre Israel en Samaria fue veintiocho años. 
- «Veintiocho años»: Según Thiele's chronology,[35] siguiendo «non-accession year method», Jehú fue rey de Israel a partir de abril y septiembre del 841 a. C. hasta su muerte entre septiembre del 814 a. C. y abril del 813 a. C., es decir, del año 90 al 118 después de la separación de los reinos de Israel (Samaria) y Judá. [36]